# Nieder-Olm
Nieder-Olm – miasto w Niemczech, w kraju związkowym Nadrenia-Palatynat, w powiecie Mainz-Bingen, siedziba gminy związkowej Nieder-Olm.
Miasto zamieszkuje 10.143 mieszkańców.